# ハリソン郡 (ミズーリ州)
ハリソン郡（ハリソンぐん、英: Harrison County）は、アメリカ合衆国ミズーリ州の北西部に位置する郡である。2010年国勢調査での人口は8,957人であり、2000年の8,850人から1.2％増加した。郡庁所在地はベサニー市（人口3,292人）であり、同郡で人口最大の都市でもある。ハリソン郡は1845年2月14日に設立され、郡名はミズーリ州選出のアメリカ合衆国下院議員アルバート・G・ハリソンに因んで名付けられた。

## 地理
アメリカ合衆国国勢調査局に拠れば、郡域全面積は726.45平方マイル (1,881.5 km2)であり、このうち陸地725.13平方マイル (1,878.1 km2)、水域は1.32平方マイル (3.4 km2)で水域率は0.18％である。

### 主要高規格道路
- 州間高速道路35号線
- アメリカ国道69号線
- アメリカ国道136号線
- ミズーリ州道13号線
- ミズーリ州道46号線
- ミズーリ州道146号線

### 隣接する郡
- リングゴールド郡 (アイオワ州) - 北
- ディケーター郡 (アイオワ州) - 北東
- マーサー郡 - 東
- グランディ郡 - 南東
- デイビース郡 - 南
- ジェントリー郡 - 南西
- ワース郡 - 北西

## 人口動態
以下は2010年の国勢調査による人口統計データである。
| 基礎データ - 人口: 8,957人 - 世帯数: 3,669 世帯 - 家族数: 2,461 家族 - 人口密度: 5人/km2（12人/mi2） - 住居数: 4,407軒 - 住居密度: 2軒/km2（6軒/mi2） 人種別人口構成 - 白人: 97.55% - アフリカン・アメリカン: 0.33% - ネイティブ・アメリカン: 0.36% - アジア人: 0.20% - 太平洋諸島系: 0.10% - その他の人種: 0.52% - 混血: 0.93% - ヒスパニック・ラテン系: 1.57% 年齢別人口構成 - 18歳未満: 24.8% - 18-24歳: 7.2% - 25-44歳: 20.9% - 45-64歳: 26.4% - 65歳以上: 20.7% - 年齢の中央値: 43歳 - 性比（女性100人あたり男性の人口） - 総人口: 98.5 - 18歳以上: 93.8 | 世帯と家族（対世帯数） - 18歳未満の子供がいる: 29.8% - 結婚・同居している夫婦: 54.5% - 未婚・離婚・死別女性が世帯主: 8.3% - 非家族世帯: 32.9% - 単身世帯: 28.3% - 65歳以上の老人1人暮らし: 14.3% - 平均構成人数 - 世帯: 2.40人 - 家族: 2.93人 収入と家計 - 収入の中央値 - 世帯: 35,000米ドル - 家族: 47,788米ドル - 性別 - 男性: 33,105米ドル - 女性: 25,3881米ドル - 人口1人あたり収入: 18,967米ドル - 貧困線以下 - 対人口: 15.1% - 対家族数: 10.3% - 18歳未満: 18.9% - 65歳以上: 13.8% |

## 宗教
2000年宗教データアーカイブ協会郡別信徒報告書に拠れば、ハリソン郡は福音主義プロテスタントが最多数を占める。ただし人口の37.69％はいかなる宗派も申告していない。最も多い会派は南部バプテスト連盟の44.11％、続いてメソジスト教会の10.77％、ディシプルズ・オブ・クライストの10.76％である。

## 都市と町
| - ベサニー - 郡庁所在地 - ブライスデール | - ケインズビル - イーグルビル | - ギルマンシティ - ハットフィールド | - マーティンズビル - マウントモリアー | - ニューハンプトン - リッジウェイ |

## 政治

### 地方
ハリソン郡の地方レベルでは共和党が完全に政治を支配しており、郡の選挙で選ばれる役職を独占している。

### 国政
大統領選挙のレベルでは共和党を支持しがちである。2000年と2004年の大統領選挙では、ジョージ・W・ブッシュが容易にハリソン郡を制した。1992年のビル・クリントンが最後に郡を制した民主党候補者となっている。2008年の選挙では、州内の田園部にある郡と同様、バラク・オバマよりジョン・マケインを選んだ。
ハリソン郡は州北西部にある田園部郡と同様、社会的にまた文化的に保守的であり、それが共和党支持の傾向に影響している。2004年の州民投票では、結婚を男と女の結合として定義する州憲法改正案をハリソン郡は81％という圧倒的多数で賛成した。州全体でも71％の賛成で可決し、ミズーリ州は同性結婚を禁止する最初の州になった。2006年の州民投票では、胚性幹細胞の研究を予算化し、合法化する憲法改正案が掛けられたが、ハリソン郡では56％が反対した。州全体では51%の賛成と辛うじて改正が成立し、胚性幹細胞の研究を最初に認めた州の1つになった。郡民は伝統的に社会問題に保守的であるが、最低賃金の増加のような人民主義的施策は支持する傾向にある。やはり2006年の州民投票で最低賃金を時間あたり6.50ドルに増やす命題については、ハリソン郡では61％が支持した。この命題は州内のどの郡でも支持され、75.94％が賛成した。

#### 2012年大統領予備選挙
2012年の大統領予備選挙で、ハリソン郡は共和党のリック・サントラムを支持し、州全体でもサントラムが勝ったが、全国的な指名争いでは元マサチューセッツ州知事のミット・ロムニーに敗れた。

#### 2008年大統領予備選挙
2008年の大統領予備選挙で、ハリソン郡は共和党のジョン・マケインと民主党のヒラリー・クリントンを選んだ。民主党の予備選挙ではヒラリー・クリントンが1位となり、さらに共和党予備選挙で各候補に投じられた票数よりも多かった。

## 著名な出身者
- ベーブ・アダムズ - メジャーリーグベースボールの選手（在籍1906年-1926年）